# Phymatosmylus
Phymatosmylus is een geslacht van insecten uit de familie van de watergaasvliegen (Osmylidae), die tot de orde netvleugeligen (Neuroptera) behoort.

## Soort
- P. caprorum Adams, 1969